# Konbit
 (janvier 2025).
La Konbit (également orthographié combite ) est un terme du créole haïtien désignant une forme traditionnelle de travail agricole communautaire, qui a également pris une signification sociopolitique plus large en Haïti, similaire à la construction de granges en Amérique du Nord. Un type de travail communautaire apparenté est le kóve. Le mot espagnol « convite » est utilisé en République dominicaine d'une manière quelque peu similaire.
Le terme est utilisé dans les noms de certaines ONG haïtiennes et de la diaspora, et même de plusieurs partis politiques haïtiens. Il peut également faire référence à un style de musique et de danse haïtien associé aux fêtes de travail,, associant chants et tambours vaudou, ayant eu peut-être une forme d'influence sur la musique Rara, et le sens de la solidarité a également été comparé à celui de la culture hip-hop.
1. 1 2  (en) Jennie M. Smith, When the Hands Are Many: Community Organization and Social Change in Rural Haiti, Cornell University Press, 31 mai 2018, 83-88 p. (ISBN 978-1-5017-1797-0, lire en ligne)
2. ↑  (en) Brandon A. Kohrt et Emily Mendenhall, Global Mental Health: Anthropological Perspectives, Routledge, 1er juillet 2016, 111 p. (ISBN 978-1-315-42803-1, lire en ligne)
3. ↑  (en) Yvonne Daniel, Dancing Wisdom: Embodied Knowledge in Haitian Vodou, Cuban Yoruba, and Bahian Candomblé, University of Illinois Press, 2005, 115 p. (ISBN 978-0-252-07207-9, lire en ligne)
4. ↑  (en) Dale Olsen et Daniel Sheehy, The Garland Handbook of Latin American Music, Routledge, 17 décembre 2007 (ISBN 978-1-135-90007-6, lire en ligne)
5. ↑  (en) Nanette de Jong, The Cambridge Companion to Caribbean Music, Cambridge University Press, 4 août 2022 (ISBN 978-1-108-38641-8, lire en ligne)
6. ↑  (en) Julie Bérubé, Marie-Laure Dioh et Antonio C. Cuyler, Accessibility, Diversity, Equity and Inclusion in the Cultural Sector: Initiatives and Lessons Learned from Real-life Cases, Emerald Group Publishing, 20 août 2024, 43 p. (ISBN 978-1-83753-036-6, lire en ligne)